# Niezależni na rzecz Europy Narodów
Niezależni na rzecz Europy Narodów – frakcja polityczna w Parlamencie Europejskim IV kadencji, istniejąca w latach 1996–1999 i reprezentująca ugrupowania eurosceptyczne.
Przewodniczącymi grupy byli:
- James Goldsmith (1996–1997, zmarł)[1][2],
- Georges Berthu (1997–1999)[3],
- Jens-Peter Bonde (1997–1999)[4],
- Leen van der Waal (1997, zrzekł się mandatu)[5],
- Hans Blokland (1997–1999)[6].

Frakcję utworzono w grudniu 1996, ukonstytuowała się faktycznie w styczniu 1997. Powstała na bazie rozwiązanej w listopadzie 1996 grupy Europa Narodów. W jej składzie znaleźli się należący do EN przedstawiciele Ruchu dla Francji, działacze duńskich ugrupowań antyunijnych (Ruchu Ludowego przeciw UE i Ruchu Czerwcowego) oraz holenderskich partii protestanckich. Zasilił ją także reprezentant Ulsterskiej Partii Unionistycznej. Pod koniec kadencji liczyła 15 eurodeputowanych.